# Finally
Finally är Solid Base debutalbum och gavs ut på skivbolaget Remixed Records 1996. På albumlistorna nådde det 7:e plats i Norge och 2:a plats i Finland.

## Låtlista
1. Into Deep - 00:50
2. Together - 03:35
3. You Never Know - 02:58
4. Mirror, Mirror - 03:18
5. Dancing With An Angel - 03:33
6. Let It All Be Sunshine - 03:32
7. Stars In The Night - 03:16
8. Fly To Be Free - 03:22
9. All My Life - 03:02
10. In Your Dreams - 03:49
11. Bom Bom Bam Bam Bay - 04:25
12. How Can We Survive - 03:01
13. Never Find A Love - 04:26
14. Mirror, Mirror (Remix Version) - 03:50

Japan Bonus Tracks
1. You Never Know (Viennas Short Mix) - 03:56
2. All My Life (Million Mix) - 03:54
3. Let It All Be Sunshine (Extended Mix) - 04:31

## Listplaceringar
| Lista (1996-1997) | Topplacering |
| ----------------- | ------------ |
| Finland           | 2            |
| Norge             | 7            |

### Fotnoter
1. ↑  Listplacering
2. ↑  Listplacering